# Donna Cohn-Brandt
Donna Rebecca Cohn-Brandt (* 1. Februar 1951 in Columbus, Georgia, USA; † 30. August 2014 in Berlin) war eine US-amerikanisch-deutsche Schauspielerin. Sie wurde vor allem bekannt durch Theater, Musical und Film.

## Leben
Ihr Vater war Auktionator (Cohn Auktions Co) und Immobilienhändler. Sie hatte eine Schwester und einen Bruder. Nach der Absolvierung der Primary School und der High School in Columbus ging Donna nach Boston, um am The Boston Conservatory Musik, Tanz und Schauspiel zu studieren. Nach erfolgreichem Abschluss bekam sie am Broadway in New York Engagements in kleineren Rollen. Ende der 1970er Jahre wurde sie durch ein Casting an das Theater des Westens für das Musical Cabaret verpflichtet. Nach diesem Engagement blieb sie in Berlin. Ende der siebziger Jahre lernte sie den Schauspieler und Synchronsprecher Volker Brandt kennen, den sie 1980 heiratete. Aus dieser Ehe gingen ihre beiden Kinder Lina (geb. 1982) und Hannah (geb. 1989) hervor.

## Wirken
1979 hatte sie ihr erstes Engagement in Berlin im Musical  Cabaret im Theater des Westens. Anschließend folgten Engagements im Schillertheater, im Renaissance-Theater und bei der Freien Volksbühne; 1979 wieder im Theater des Westens in einer Inszenierung von Karl Vibach Wie einst im Mai, mit Immo Kronberg und Volker Brandt, 1981 wieder im Schillertheater in Jeder stirbt für sich allein von Fallada (Regie: Peter Zadek und Jerome Savary), 1984 in der Freien Volksbühne in Peter Zadeks Ghetto von Joshua Sobol, 1987/88 im Renaissance-Theater, Berlin in John Osbornes Der Entertainer neben Harald Juhnke (Regie: Gerhard Klingenberg) und 1988 im Schiller-Theater Berlin in Das große Welttheater von Pedro Calderon de la Barca, Nachdichtung von Joseph Freiherr von Eichendorff (Inszenierung/Bühne: Augusto Fernandes).
Als Synchron- und Voice-Over-Sprecherin hörte man ihre Stimme in Dokumentationen und Werbefilmen, wie z. B. für Jil Sander.
Außerhalb ihrer schauspielerischen Tätigkeit war sie über Jahre gesellschaftlich in der Ronald-McDonald-Stiftung und im American Woman’s Club of Berlin aktiv.

## Theater
- 1979: Cabaret, im Theater des Westens, Berlin
- 1979: Wie einst im Mai, im Theater des Westens, Berlin
- 1981: Jeder stirbt für sich allein, im Schillertheater, Berlin
- 1984: Ghetto, Theater der Freien Volksbühne, Berlin
- 1987: Der Entertainer (John Osborne), im Renaissance-Theater, Berlin-Charlottenburg
- 1988: Das große Welttheater, im Schillertheater, Berlin

## Filmografie
- 1985: Annas Geburtstag oder der digitale Wahnsinn (TV-Kurzfilm)[2]
- 1988: Killing Blue
- 1994: Lonely Nights (Kurzfilm)[3]

## Sprechertätigkeiten
Jill Sander, Windrose Air, Dokumentationen